# Шекляево
Шекля́ево — село в Анучинском районе Приморского края.
Название населённого пункта в Уссурийском крае появилось в 1866 в честь топографа Шкляева, который участвовал в прокладке телеграфа из Николаевска-на-Амуре до Посьета. (Карта Л. Э. Шварца 1866 года).1
Ближайший город Арсеньев (15 км).
Шекляево стоит в междуречье: на правом берегу реки (Лючихеза) Берестовец (левый приток Арсеньевки) и на левом берегу реки Арсеньевка.
Напротив Шекляево на правом берегу Арсеньевки расположены сёла Новогордеевка (выше по течению) и Таёжка (ниже по течению).

## Основание села
9 января 1861 года в Петербурге, практически на следующий год, после подписания в 1860 году Пекинского договора, Амурский комитет в присутствии императора Александра II рассмотрел вопрос об Амурском телеграфе. Большинство членов комитета поддержало предложение о начале работ по его устройству, в самое ближайшее время, от Николаевска до Хабаровки и вверх по Уссури до южных портов Приморья.
17 января 1861 г. Александр II утверждает положение Амурского комитета о начале работ по строительству телеграфных линий от Николаевска до залива Де-Кастри, Хабаровки, Новгородской гавани и разрешает использовать на предварительные расходы 80 тыс. рублей. Непосредственным строителем данных работ Амурского телеграфа был назначен Дмитрий Иванович Романов, он ранее работал над проектом по этому маршруту телеграфной линии. Строительство Амурского телеграфа для историка, географа. инженера — подполковника Д. И. Романова стало главным делом его жизни. Огромнейшая заслуга при этом также принадлежит генерал — губернатору Восточной Сибири Николаю Николаевичу Муравьёву, военному губернатору Приморской области Петру Васильевичу Казакевичу, которые после Крымской войны, особенно в 1857—1860 годах, вели нелёгкую последовательную борьбу за претворение в жизнь идеи о необходимости строительства на Дальнем Востоке Амурского телеграфа.
16 мая 1858 года в городе Хэйхэ, Главноначальствующий над всеми губерниями Восточной Сибири Николай Муравьёв и Амурский Главнокомандующий И Шань «по общему согласию, ради взаимной дружбы, для пользы их подданных и для охранения от иностранцев» подписали Айгунский договор. (Айгунь — старое название Хэйхэ). По договору Россия получила 600 000 км² — часть Читинской области, Республики Саха (Якутии), Хабаровского края, Амурскую область, ЕАО.
2 ноября 1860 года был подписан очередной договор (Пекинский), по которому совместное управление Приморьем упразднялось и край отошёл к России. Подписание договоров — это уступка Китая в борьбе с англо—французской коалицией в помощи от России.
Хочется добавить, что во Владивостоке в центре города, когда-то была улица Пекинская. Такое название она получила, чтобы потомки помнили и чтили дело русского дипломата, графа Николая Павловича Игнатьева, бескровно закрепившего за Россией право единоличного владения спорными с Китаем территориями, расположенными между нижним течением Амура и Кореей.
Русские начали активно исследовать край. Для снятия карты была снаряжена экспедиция Будогосского. К моменту официального включения Приморья в состав России в 1860 году здесь проживало 3399 русских и 1500 китайцев.2
Получив распоряжение Александра II о начале работ по строительству Амурского телеграфа, П. В. Казакевич отдаёт приказ по расквартированным в Николаевске и в Чныррахе 4-му и 5-му линейным батальонам. Они были сняты со строительства Чныррахских батарей, разбиты на команды по нескольку десятков человек и передислоцированы по Амуру от Николаевска до поселка Михайловского отдельными постами. Одновременно, в 1861 году строительство телеграфа началось и в Приморской области, прокладывая его от залива Посьета до Раздольного, а затем поэтапно до Никольского (Уссурийска) и далее по берегу рек Даубихэ и Уссури. После таяния снегов начался, как говорят строители, «нулевой», то есть подготовительный цикл работ. В глухой тайге, идя по засекам или узким просекам, которые оставили после себя топографы, солдаты — линейцы приступили к порубке леса в просеку нужной ширины, пробивке дорог, налаживанию мостов и гатей и главное, к заготовке телеграфных столбов. Первый участок Амурского телеграфа протянулся на 138 вёрст, а всего им предстояло пройти через топкие болота, реки, сопки и скалы, девственную, непроходимую тайгу 1780 верст. Сильно осложняли работу лесные кровососущие оводы, слепни, мухи и особенно, таёжный гнус — комары, мошка и «мокрец». Но работы, несмотря ни на какие трудности, выполнялись, и каждый день новая просека уходила в глубь тайги на новые десятки метров. Первоначально, планировали провести телеграф по берегу озера Ханка, но топи и болота сильно бы осложнили работу. Альтернативным стало проведение телеграфа долиной реки Уссури, затем вверх по долине реки Даубихе и далее на запад по сопкам, отделяющим бассейн р. Уссури от верховьев р. Лефу (р. Илистая).
К 1866 году прокладка линии была завершена. По всей линии телеграфа, через определённые расстояния друг от друга, были построены телеграфные станции. Среди них, на карте Уссурийского края, которая была составлена по карте Шварца и карте Южно—Уссурийского края, изданной в г. Иркутске чинами Генерального Штаба в 1866 году была обозначена и станция «ТС Романова» между станциями « ТС Техменева» и «ТС Бельцова». На территории современного Анучинского района были основаны четыре телеграфные станции «ТС Шкляева», «ТС Мельникова», «ТС Верхне- Романова», «ТС Орлова». Станция «ТС Верхне-Романова» обозначена на карте в месте слияния двух рек — урочища Анучино. «ТС Мельникова» названа в честь православного миссионера. Обслуживали станции телеграфисты, жилось телеграфистам несладко. Расстояние между телеграфными станциями составляло десятки вёрст. По этой причине администрация Приморской области разрешила устраивать при телеграфных станциях огороды и выращивать на них овощи. Кстати, на всем протяжении Амурского телеграфа от Николаевска и далее до Хабаровки и к побережью Японского моря при станциях и постах, во время их строительства, были одновременно разработаны огороды и вместе с семенами безвозмездно переданы местным телеграфистам — операторам, сигналистам, сторожам и надсмотрщикам. Это давало, хоть небольшую возможность обеспечить работников необходимыми продуктами и хоть как-нибудь привязать дефицитных специалистов к данному региону.
Место телеграфной станции «ТС Шкляева» было выбрано неслучайно. Здесь промышляли промыслом китайцы, потом появились корейцы. Заселение корейцами произошло в 1869 /1870 году из района Посьет, место им было определено вблизи телеграфной станции Верхнее Романова и Казакевича. Но, повсеместно, фанзы можно было встретить в поймах рек, располагались они по всем лучшим местам речных долин, где они занимались земледелием и откуда они в соответствующее время года расходились по разбросанным в тайге специально промысловым фанзам для добычи женьшеня, соболиного лова, пантового промысла и т. д. Место в долине реки Даубихэ было удобно обжито, поля разработаны. Сохранившиеся фруктовые деревья и поля, это было подспорьем в обеспечении продуктами питания для телеграфистов. Таким образом, каждый жил своим ремеслом и службой. У старицы, недалеко от нового русла реки, стояли три корейские фанзы (в настоящее время длинное озеро носит название Трехфанза). Вблизи фанз росли кусты вишни, деревья шелковицы и абрикоса, лианы винограда и лимонника высоко вверх устремлялись к вершинам крон дуба, чёрной березы, ясеня, ореха, бархата, липы. Кстати, где в Приморье сопки с растущим абрикосом, особенно, это красочное бело-розовое, просто, сказочное явление возникает весной, когда цветет это растение, значит здесь в прошлом было поселение чжурчжэней. Вот рядом возвышается гора Круглая (Новогордеевская) через реку видно городище (Шекляевское), тоже названное, как и телеграфная станция в честь одного из первопроходцев — Шкляева. Просека с телеграфными столбами проходила у подножия горы Круглой — это крепость, которая сохранила былые времена правления Бохай и Цзинь (Золотая империя). На самой вершине горы имеется обнесённая валом квадратная площадка, ниже её — одиннадцать(24) террас. Прямо от реки Даубихе к горе идет подъездная дорога. Гора господствует над окружающей местностью, и исследователь Ф. Ф. Буссе в своё время высказал предположение, что укрепление служило в прежние времена местожительством военачальника и крепостью для защиты долины Даубихе. Небольшая седловина на вершине горы обнесена с двух сторон валом, обсаженным в два ряда дубами. На нижней террасе растут абрикосы и виноград, как и предполагается, — остатки древних садов. Всю гору окружал сейчас уже плохо сохранившийся вал. Недалеко от Круглой (Новогордеевской) горы на левом берегу Арсеньевки (Даубихе) находятся остатки другого поселения (городища Шекляевского, на расстоянии 1,5 км от села Шекляево), довольно похожего по укреплению с Круглой горой. Здесь хорошо отслеживается по всему периметру вал, доходящий высотой до четырёх метров. Вероятно, оба укрепления служили одной и той же цели — защите долины Даубихе. Двое ворот: восточные и западные, были оборудованы обработанным камнем, который в начале XX века был свезён местными переселенцами на фундамент под печи, жителями села Петропавловки.
В первой половине 1880-х годов была построена колёсная дорога от села Никольского до урочища Анучино, как писал Унтерберг, бывший в период 1888—1897 года военным губернатором Приморской области, дорога эта активно эксплуатировалась и ремонтировалась силами 2-го Восточно-Сибирского стрелкового батальона по дислокации в урочище Анучино. Эта дорога, как продолжение, проходила по левову берегу реки Даубихэ, выходила на поля Сиваги и через Шекляевское городище спускалась в долину, через телеграфную станцию Шкляево к селу Петропавловка. Дорогу в прошлом все называли «Петропавловская». Район реки Даубихе был важен в стратегическом плане. Во-первых, по его территории проходила линия телеграфа, во-вторых, через него шла стратегически важная дорога от с. Никольского на р. Уссури, фактически единственная, находящаяся на достаточном расстоянии от границы с Китаем, чтобы не быть перерезанной в первые дни возможного военного конфликта. Эта дорога пролегала по левому берегу р. Даубихэ до её слияния с р. Улахэ и далее по р. Уссури. В-третьих река Даубихе от урочища Анучино была судоходной. С учётом путей сообщения на этапе (1883—1897 г.г.) закладывается основа крестьянского расселения в крае. Так, с 1883 года селения создаются в среднем течении Даубихе: 1884 год — Гордеевка, 1887 год — село Петропавловка, 1895 год — село Старая Берестовка, 1907 год — село Берестовцы. 1865 год, впервые упоминается телеграфный пост (станция) Шкляево (Шекляево) — впоследствии поселение хутор (село) Шекляево (1924/1929). Именно, Уссурийский край заселялся в зависимости от обеспеченности территорий дорогами. С 1899 по 1930 годы на Дальнем Востоке работал известный ученый, исследователь, путешественник — натуралист В. К. Арсеньев. Во время одной военно-разведывательной экспедиции в 1903 году, будучи начальником охотничьей команды, Арсеньеву с отрядом удалось пройти от Владивостока, поднимаясь вверх по реке Майхэ (Артемовка), перевалить водораздел Пржевальского и выйти на реку Муравейка в урочище Анучино. Далее по Петропавловской дороге через ТС Шекляево пройти к почтово-телеграфной станции Лазаревой. По пути он обследовал городища чжурчженей, в том числе городище Шекляевское.

## Село в XX веке

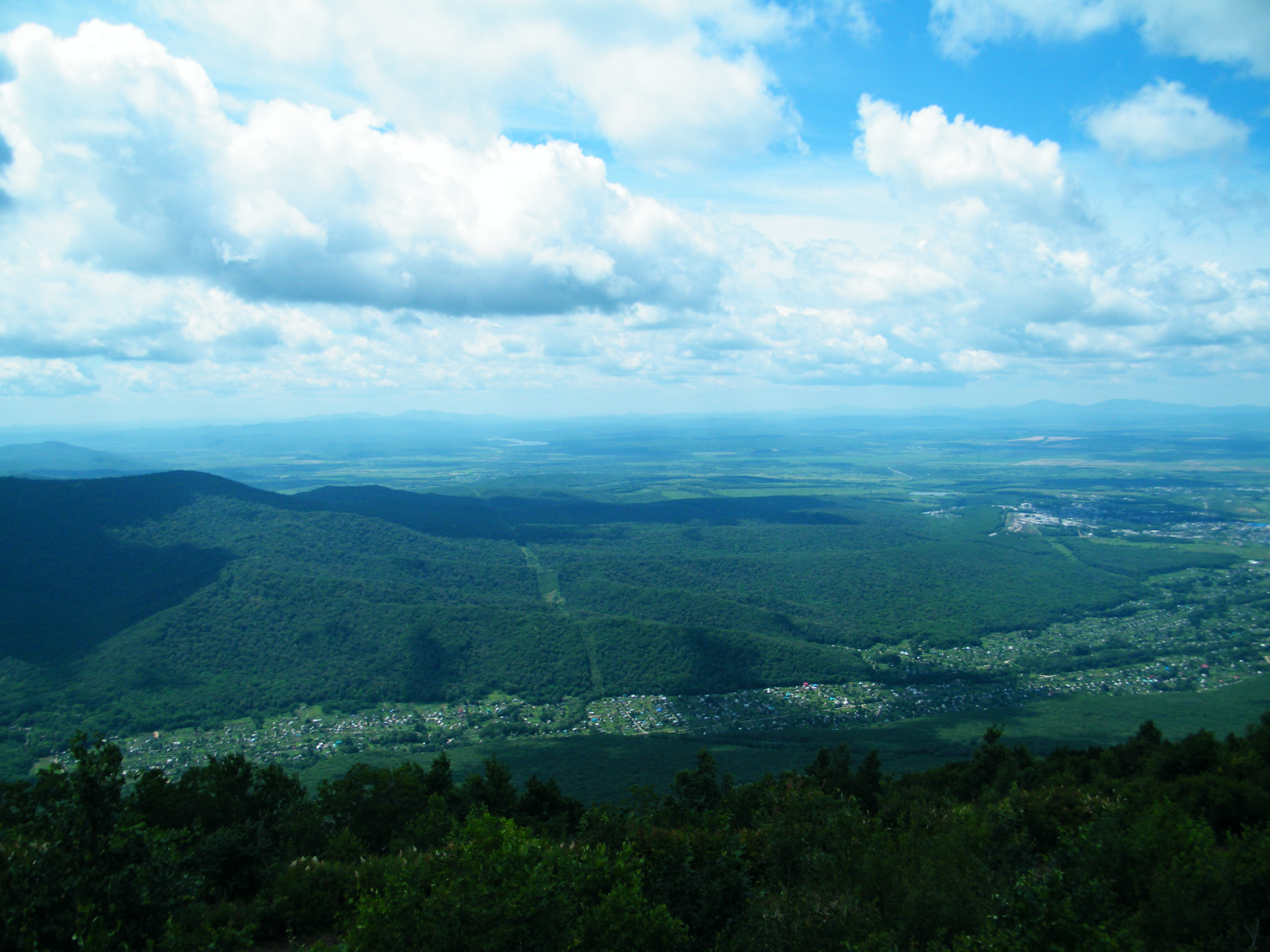
На горизонте — водохранилище на реке Берестовец, окрестности села Шекляево.
Вид с сопки Обзорная (рядом с Арсеньевым)

Первые переселенцы в хутор Шекляевский попали: в конце 19 века: Юров Григорий Михайлович (1868 г.р.) из Тамбовской губернии, Чибиряк Василий Петрович (1878 г.р.) из Черниговской губернии, в 1910 годах: Корытов А. И. с семьёй, в 1920 годах: Моисеенко К.(1895 г. р.), Иванищин Алексей Ефремович (1897—1989, жена Меланья Ивановна)., Гандзюк А. А., а также из Курской губернии: Пронякин М. И., Махонин Д. И. (с. Крапивное), Пыханов Е. Г. (дер. Логовое), Унковский Ф. С. (дер. Логовое), Ширков А. Д. и др. Работали первые тамбовские, черниговские, курские переселенцы единолично на своих десятинах земли.
Крестьяне ещё на родине узнавали, что Уссурийский край (Зелёный угол) является зоной с рискованным земледелием. Такую информацию они получали из переписки, а также от переселенческого управления. Здесь вместо привычных лесов — другая флора и фауна, одним словом тайга. Переселенцы столкнулись ещё с одной проблемой — наводнением, которое вызывается не весенним половодьем, а тайфунами. В любом случае, переселенцам требовалось время, чтобы приспособиться к особенностям земледелия на новом месте. Недалеко от телеграфной станции Шекляево была расположено село Петропавловка — довольно крупное село. С 1896г. в Петропавловке проживали в 33 строениях 208 человек, кроме этого на хуторах и пасеках жили люди, приписанные к этому селу. В начале 20 столетия было сильное наводнение и несколько семей из Петропавловки перебрались на свои сенокосные угодья, на другой берег реки Даубихе (Арсеньевка) и закрепились на постоянное жительство, для безопасности — на более высоком берегу. На речке Халаза (Дачная- приток Арсеньевки), обосновали поселение Ново-Петропавловку, которое впоследствии вошло при объединении в село Семеновка. Между тем, с каждым годом прибывали новые переселенцы. Один из них, Порфирий Панфилович Богачёв с двумя сыновьями Иваном, Ефремом приехали на поселение из Курской губернии, с. Козюмир (Доброе) в таёжное село Петропавловка в 1900 году. Село, которое в начале прошлого века привольно раскинулось у Синего отрога хребта Сихотэ-Алинь в живописной долине реки Даубихэ (Арсеньевка). Центральная улица села протянулось по главному тележному тракту, с центром в 5 километрах от телеграфной станции. Слева к деревне подходила старица реки, на берегу которой располагались погреба и баньки. Основали село старообрядцы, которые переселились из села Осиновка и крестьяне-единоличники, выходцы из Курской губернии — («курские соловьи»), Черниговской губернии. Новосёлы, получившие вольную, побродили с ружьями, посмотрели на хвалебную тайгу своими глазами, да так и остались. Их привлекала тайга, где можно было охотиться, собирать грибы, ягоды, орехи, устраивать пасеки, пасти скот, заниматься рыбалкой. Поэтому не случайно поселились на пойме, у березового леса с хорошей плодородной пашней, огороды с речным песком и илом появились у каждого. Новосёлы с верой и надеждой разводили пчёл, валили лес, рубили избы, засевали свои наделы. Они не обманулись в своих надеждах: в новые избы, пахнущие кедровой смолой и ладоном, приходил достаток, рождались дети. Особенно преуспевал в мирских делах села Петропавловки, работящий, крепко стоящий на ногах, истинный хозяин земли кормилицы Порфирий Панфилович. Наводнения регулярно посещали Приморье и в 1927 году, пойма реки Даубихэ было полностью затоплена, вода держала такой уровень, что Петропавловка чудом уцелела, и часть жителей - старообрядцы переехали в село Таежка, большая часть уехали в Ольгинский район, в том числе Богачёв П. П. с сыновьями, решили переселиться в хутор Шекляево. Впоследствии многие переехали в Семеновку Арсеньев) на строительство завода в 1934 году, а также семьи покидали дома, землю и край от репрессий. В опустевшей Петропавловке ещё жили корейцы до 1937 года. Село Петропавловка распалось к 1938 году (колхоз «Авангард»). Семья Моисеенко прибыла из Чениговской губернии в 1911 году и поселилась в Старой Берестовке, впоследствии сыновья Кондрат(1895 г.р.), Артемий в 20 годах перебрались в хут. Шекляево. Артемий с женой поселился возле ручья, который сбегал с кряжистой горы, на которой располагалось древнее городище (впоследствии семья вдоль ручья и изгороди огорода высадили деревья дикой яблони, цветущий аромат, весной от которой, возбуждал поселение. Детвора, в середине сентября, как галчата облепляли кроны деревьев лакомясь, чуть кисловатыми с малиновым оттенком, яблочками). Кондрат поселился в центре, рядом с колхозной конторой и клубом, у перекрестка. Жили единоличным хозяйством, имели спаренный плуг для конной пары, что облегчало разработку и вспашку своего надела.
В апреле 1928 года приехал из села Чураево Курской губернии Антон Ефимович Тарасов(1882 г. р., жена Елизавета Захаровна) посмотреть, как живут земляки. Уж, больно, хорошие сказки рассказывали про эти места ходоки, да и стал свидетелем, как Порфирий перед тем, как засеять поле, он по старому обычаю, облачившись в белый фартук и, осенив себя трижды крестным знаменем, под птичий гвалт стал рассыпать дождём пригоршни золотых зёрен по желанной пашне, приговаривая: «Уродись множеством колосьев жито, чтобы хорошо жить — на потеху старым, на веселье ребятам малым. А ну-ка чего встал, подсоби малость, держи вожжи» — и лихо бросил их Антону. Целый день на лошади боронил засеянный клин Антон Ефимович, а вечером съездил на лошади на речку, помыл лошадь, осмотрел её ветфельдшерским взглядом, и сделал несколько замечаний по уходу за ней. Понравилась Порфирию такая забота, пришлого человека, и предложил он Антону сообща это лето отработать, а за работу оказывать содействие в помощи по разработке участка под переселение и обеспечить следующий год зерном.
Все лето и осень работал Антон Ефимович с таким энтузиазмом и энергией, что заработал целый закром зерна, которое ссыпали на хранение у Богачёвых. Подготовил площадку под дом и огород и самое главное заготовил лес на сруб будущего дома. Сговорились на хранение до будущего года, и осенью 1928 года Антон отбыл на запад. В 1929 году, когда Антон (жена Елизавета Захаровна) привез все своё семейство на хутор Шекляево, на дворе стояла ранняя весна,  пашня ждала обильного зерна для будущего урожая. Вместе с Антоном Ефимовичем Тарасовым приехали женатые сыновья с семьями: Алексей с Верой, Михаил с Лукерьей, Родион с Елизаветой, Павел, Степан, Феня, Фёдор. Всего приехало по переселению 15 семей. Одним поездом, с тележным скарбом, приехали: Безъязычный Иван Захарович (1881-1960)( жена Анна Андреевна 1982-1983) с сыновьями и дочерьми: Фома, Георгий, Алексей, Николай, Ганя, Капитолина; Безъязычный Василий Захарович (родом из с. Волково, Курской губернии) с женой и сыновьями Степаном, Василием; Безъязычный Василий Иванович; Богач Федос Петрович; Чубукин А. Ф. с семьями и для всех нашлась работа. Работали в артели, становились на ноги, обустраивались. Официально село Шекляево образовано в 1924/1929 году.
В 1934 году проходила перепись населения с выдачей паспортов, но некоторые жители не получили паспорта... В 1940-х годах на постоянное местожительство приехали: Долотюк Петр Степанович (1906—1971, жена Буневская Анна Михайловна 1900 г.р), Чибиряк И. В., Тарасов Т. Н., Зарюта Н. П., Кудря М. П., Матвеев Н.А., Бабарико Ф. М., Шляхов В., Галкин Н., Байделюк П. В., Омельченко П.Т., Дмитриев П. и другие.  Чёрный Аким Акимович приехал на поселение с 4 детьми - Петр(1927), Павел, Ганна, Иван и облюбовал место около ручья по левую сторону от дороги на село Берестовец. Жена Мария на новом месте родила Акиму - Тоню, Колю, Владимира, Любу. Семья была очень трудолюбивая и дружная. Стоит отметить, на тот период в семьях было много детей, например: у Безъязычного Фомы Ивановича - Филат, Артем, Лена, Аня, Люба, Лида, Нина. У Кандыбы Семена - Юра, Алик, Борис, Георгий, Виктор.
В 1935 году жители села Шекляево вступили в колхоз им. Стаханова. Первым председателем колхоза был назначен Безъязычный А. В.(Скрипка Василий Яковлевич, жена Фотя  Богачева), Тарасов Алексей Антонович назначен бухгалтером-счетоводом. Тарасов Антон Ефимович занимался обслуживанием животноводства от Анучинского РАЙЗО (директор Гуцелюк) по ветеринарному обеспечению и лекарственному снабжению колхозов: «Политотделец» с. Берестовец, «Им. Стаханова» с. Шекляево, «Авангард» с. Петропавловка, «Красный Охотник» с. Таёжка. В 1950 году после объединения колхозов «Политотделец» с. Берестовец и «им. Стаханова» с. Шекляево в колхоз «Большевик» - председателем был избран Мельник Иван Тимофеевич, некоторое время побыл председателем Ворожбит В., в 1954 году пост председателя принял Броварник Николай Иосипович. Бригадиром полеводческой бригады трудился Байделюк Павел Войткович. На месте будущего села были только кустарники, рядом в пяти километрах село Берестовец (1907 г.), которое сейчас не существует. Нет и таёжного хутора Старая Берестовка (1895 г., колхоз им. Лазо), заселенной переселенцами второй волны, вблизи горы Тигровой, образованного в конце 19 века охотниками и промысловиками. Кузьменко Демьян Игнатьевич 1882 г.р., родом из Винницкой губернии, служил в Порт-Артуре, участвовал в обороне крепости от японцев. В 1904 году после ранения был эвакуирован во Владивосток, далее направлен на лечение в больницу в урочище Анучино. Женился на медицинской сестре милосердия Хавронье Москаленко. В 1907 году переехали в х. Берестовка, семья пополнилась 12 детьми: Василий(с. Чернышевка), Мария (Боровая), Дуся, Иван, Тимофей (1924 г. р., жена Жукова Анастасия Федоровна (1926 г. р.), которая переехала из Курской губернии в 1949 году в Шекляево с матерью, братом Александром Федоровичем (1930 г. р.), сестрами Марией (1928 г. р.), Ниной (1934 г. р.), Раей (1936 г. р.)). На тот период Переселенческим управлением отводилась для переселенцев по 15 десятин, желающих заниматься рыболовством и охотой. Размеры остальных хуторов колебались от 70 десятин, в зависимости от количества отводимых неудобных земель (норма удобной земли — 25 десятин). Расположены эти хутора были на холмистой местности и пригодны, главным образом, для скотоводства.
Строились шекляевцы сами, однако, оживленное строительство началось в конце 50 годов, когда государством было разрешена заготовка для частного дома строевого леса. Многие ( Цеунов В.И., Тарасов В.А., Безъязычный В.И., Броварник Н.И., Безъязычный А.И., и др.) заготовили в лесу древесину, на своей шекляевской пилораме распустили стволы на стройматериал. На своих сельских  участках снесли подчистую старые постройки и возвели на новом фундаменте дома. Для строительства привлекались строители из города Арсеньева, с которыми расплачивались рублями. В начале 60 годов молодым трактористам совхоз Корниловский построил три дома в конце улицы Ключевой   ( Гандзюк Л.А., Безъязычный В.В., Моисеенко В.К.).  Основное строительство и обновление домов произошло в 70 годах параллельно со строительством Берестовецкого водохранилища на речке Берестовец. Практически снесли всю нижнюю улицу села, жителям построили двухквартирные дома на вновь образованной улице Даманской за улицей Ключевой и ещё ряд домов по селу. Между улицами Арсеньева и Школьной, на поляне пробурили скважину под воду. Провели водопровод по улице Школьной с колонками. В конце улицы Школьной за перекрестком построили баню. В планах было строительство жилья сельчанам через ручей с постройкой моста в продолжение улицы Школьной. Работали в колхозе ранней весной на парниках, обеспечивая рассадой помидор, капусты, арбузов, собственные поля и на продажу, сеяли пшеницу, овес и рожь, производили картофель, обрабатывали сахарную свёклу, которую отправляли на подводах на станцию с. Чернышевка и далее на сахарный комбинат города Уссурийска. А поначалу, все начиналось с малого: купили коров из села Корниловка (основано в 1903 г., колхоз «Землероб» образован в 1927 г.), постепенно развели стадо. А также работали в лесу по зачёту с Верхне-Даубихинским леспромхозом на лесоучастках: Муравейка и Еловка, в счёт делового леса, сплавляемого по реке Даубихе (Арсеньевка), и отчасти отчисляемого по необходимости для колхоза. Валка леса велась вручную, трелевка и вывозка деловой древесины осуществлялась на лошадях. Каждый год поступал план, сколько человек нужно прислать на заготовку, тем кому исполнялось 16 лет приходила повестка на заготовку. Сезонные работы продолжались с ноября по март, в которых в основном работала молодежь, вот некоторые из них: Богачев Василий, Чёрный Алексей, Глушак Григорий, Стасюк Мария, Богачев Виктор,  и др. Тарасов Фёдор, например: повстречал там же повариху Чёрную Нину, будущую жену. Уж очень она лихо звала к кухне столоваться колокольцем - боталом, а какие борщи варила, и в то же время очень строго поддерживала дисциплину на лесосеке. С весны работали уже в колхозе, летом на прополке свеклы и на пашне зерновых, косили траву косами вручную, ставили копны и стога. Большую помощь колхозу оказывали школьники: в лесу в заготовке дров, так и в поле по сбору колосков и сенокосе: поднос воды, просушка сена, валка сена(сгребание), подвозка копен на лошадях. За это им от колхоза давали 200 грамм хлеба и полстакана меда.
В январе 1935 года из Ивановского района Приморской области выделился Анучинский район в составе семи сельсоветов, в том числе Берестовецкий (председатель с/с Косьянов или Красковский, в справках на репрессированных подписывался Косьянов). В 1937—1938 годах на село прокатилась волна репрессий, потом война. Сравнивая исторические данные, порой приходишь к выводу, как наши отцы могли победить в этой войне! Какие жертвы были принесены для этого. Мальчишки заменили тех, кто ушёл на фронт. Один из них: Петр Акимович Чёрный, ему к началу Великой Отечественной войны исполнилось всего 12 лет. Понятно, в столь юном возрасте ему ещё рано было серьёзно обучаться военному делу. Впрочем, его кандидатура на должность бригадира полеводческой бригады взамен того, кто ушёл воевать, была сочтена вполне подходящей. В бригаде было 18 женщин и столько же мальчишек. Усилиями этого подразделения колхоз имени Алексея Стаханова старался выполнять планы и задания по поставкам овощей, технических и даже зерновых культур.
Первая школа в селе Шекляево была открыта в 1930 году, третьим строением  слева на възде (ул. Арсеньева). Раньше в этом помещении располагалась телеграфная станция. Один класс с  шестью партами в два ряда, стол, классная доска  и ряд деревянных вешалок на входе для одежды, бак для воды. Небольшая учительская комната. Вход на территорию школы был сделан через лаз в заборе со ступеньками, рядом росла молодая яблоня, за школой небольшой огород. С 1935  года учителем начальных классов работал Колобов Леонид Александрович (1917 г. р.), в 1940 вернулся домой к родителям в город Пушкино, Московской области). С 01 октября  1940 года учителем и заведующей школы (с1940 по 1955 год) была назначена Мария Лукинична Титеева, которая приехала по распределению из Липецкой области в 1940 г. и проработала  в начальных классах Берестовецкой и Шекляевской школы по 1972 год. Стоит отметить, большую ответственность, которая легла на молоденькие плечи  учительницы в годы войны.  За трудовую деятельность Тарасова (Титеева) М. Л. награждена  медалью «За трудовое отличие», медалью "Ветеран Труда", Медалью "50 лет Победы в Великой Отечественной войне". К 1956 в прежней школе стало тесно и учебный год 1956-1957 уже пришлось проходить. в сельском клубе села. С 1955 по 1957 колхоз строил школу. В 1957 году предоставили  строители ученикам новую начальную школу на самом высоком месте у леса, через который проходила дорога в долину и полевой стан Сивага. Школа стала с двумя классами и большим коридором, высокое крыльцо с перилами, огорожена забором. Ниже футбольное поле с мягкой травой.  В  этом же году  школа пополнилась учениками и учителем, заведующим школы села Шекляево стал Тарасов Василий Алексеевич ( с 1955 по 1962 год,  до этого работал два года учителем и заведующим начальной школы (с 27.07.1951 по 10.08.1953) села Старогордеевка, потом учителем начальных классов    семилетней школы села Берестовец. Так как в село приезжали новые жители и в семьях было много детей, в 1962 году построили на большой поляне восьмилетнюю школу. (В 1958 году Верховный Совет СССР принял закон, на основе которого на смену  7 летнего образования, было введено всеобщим обязательным 8 летнее образование, завершенное повсеместно в 1962 году). Школа состояла из 4 классов, учились ученики в две смены. Дополнительно был класс (физики, химии, астрономии) и даже киноустановка, класс трудового воспитания, пионерская комната, буфет и школьный музей, в котором была экспозиция старинных монет. Меч чжурчженей, найденный прицепщиком трактора Володей Бондарь на поле в районе Шекляевской крепости (длина меча средняя, ширина до 0,2 фута, чехол сгнил, но осталась бронзовая окантовка чехла-вероятно меч был утерян). Экспозиция наград ветеранов боевой славы и коллекция морских млекопитающих в специальных колбах с жидкостью, которую передал музею энтузиаст Омельченко Анатолий Павлович.  И все это объединял большой зал, где проводились собрания, новогодние праздники и уроки физкультуры при неблагоприятных погодных условиях. Зимой катались и соревновались на лыжне по школьному стадиону, а также на школьной горе, которую организовали в лесу за школой. Летом катались на карусели, выполненной посредством столба и ступицы от автомобиля с привязанными к ней веревками. До сих пор не понятно, почему разобрали школу в село Берестовец  и не построили спортзал из этого бруса при школе в Шекляево?  Стоит отметить трудовиков школы села Шекляево:  Воробьева Михаила Афанасьевича, Пинчук Андрея Михайловича, учителей школы: Гутовец (Свитан) Л.Н., Сапожникову З.И., Боровую Г.П., Дешину В.Н., Клец Е.И., Степанченко З.И., Светличную Т.Г. за их труд по воспитанию молодого поколения.
В годы войны, на въезде в село, на горе была размещена зенитная установка и прожектор, а также землянка. Данный военный объект предназначался для защиты поселка Семеновка, обслуживал его военный расчет девчат. После Великой Отечественной войны в колхоз стали поступать новые трактора и машины.
А жизнь продолжалась, вернулись с войны победители: Степанов Михаил Алексеевич(1915-1967), Лыткин Иван Степанович, фронтовик, Тарасов Василий Алексеевич(09.03.1923 г.р. Был призван Анучинским РВК 1 марта 1942 года, участвовал в обороне Сталинграда в составе 87 стрелковой дивизии, 1378 с.п., командиром миномётного отделения, получил тяжёлое ранение под Верхнекумском, фронтовик, награждён орденом "Красной Звезды", Орден Отечественной войны 1 ст.), Омельченко Павел Тимофеевич(1915 г.р., красноармеец, в РККАс 08.1941 г. Место службы 26с.д., 2 Приб. фронт., медаль "За Боевые Заслуги", орден "Красной Звезды", медаль "За Оборону Кавказа".), Пашнюк Иван. Еремеевич(1922), Москаленко Николай Евгеневич (1922 г.р., Орден Отечественной войны 2 ст. №76 от 06.04. 1985 г.), Шириков Михаил Алексеевич (1918г.р.),  Стасюк Дмитрий Иванович (1909, фронтовик) с женой фронтовичкой, Грань Иван Иванович (1912, Орден Отечественной войны 2 ст. №76 от 06.04.1985 г.), Безъязычный Василий Иванович (1905 г.р., фронтовик, воевал в составе 87 стрелковой дивизии, 1378 с.п., награждён орденом "Красной Звезды"), Шляхов Василий Иванович (1899 г.р., в РККА  с1941г., старшина 3 гв. одн. ПВО 4Г.В.КД, фронтовик, орден "Красной Звезды".), Самусенко Иван Никитович (1923 г.р. фронтовик, воевал с 6 октября 1940 г. по 01.05.1945 года, награждён орден "Слава 3 степени", орден " Красной Звезды" ), Цеунов В. И. (1918г.р., 252 ГАП, фронтовик, награждён медалью "За Победу над Японией"), Чечель Петр Карпович (фронтовик), Казанов К., Мельник Демьян Тимофеевич(1905-1983, жена Анна Карповна 1910-1984) и др. Особо стоит вспомнить тех, кто не вернулся с полей жестоких боёв: Юров Д. Г. (жена Цеунова А.), Чубукин А. Ф., Богачев И. П., Матвеев Н.А., Кудря М. П., Тарасов П. А., Зарюта Н. П., Чернов, Аксенов, Богач, Боровой Роман (жена Боровая (Кузьменко) Мария Демьяновна 1918—2004)) …Зарюта Николай Петрович, 1908 г.р., рядовой, 84с.п.33с.д. погиб. Похоронен Ростовская обл. Поисковый отряд: «Зов сердца». Почему Германия смогла осознать катастрофу нацизма и провести трудную работу по очищению, а Россия дальше от осмысления сталинизма, чем когда либо. Во-первых, это наверное множественность геноцидов и семоцидов, которые составляли сталинизм: от коллективизации и голодомора на Украине, Поволжье  и до депортации народов, от Большого Террора 1937—1938 г.г. до антисемитской «борьбы с космополитами» в последний год жизни Сталина. Советский террор бил по самым разным этническим, профессиональным и территориальным группам. Во-вторых, это абсурдная самоубийственность репрессий, обращенность репрессий внутрь страны и его полная бессмысленность, иррациональность. Исследования показывают, что террор был экономически неэффективен (производительность в лагерях была вдвое ниже, чем на воле) и разрушительна для государства и национальной безопасности. Войну удалось выиграть невероятным напряжением сил вопреки террору, а не благодаря ему. Установка на начало чистки была дана на пленуме ЦК ВКП(б) 23 февраля-3 мая 1937 года. Сталин на пленуме повторил доктрину об «обострении классовой борьбы по мере строительства социализма». 2 июля 1937 года Политбюро ЦК ВКП(б) приняло решение послать секретарям обкомов, крайкомов, ЦК компартий союзных республик телеграмму следующего содержания:
« … НКВД взять на учёт всех возвратившихся кулаков на родину и уголовников с тем, чтобы наиболее враждебные из них были немедленно арестованы и были расстреляны в порядке административного проведения их дел через тройки, а остальные менее активные … высланы в районы по указанию НКВД.
ЦК ВКП(б) предлагает в пятидневный срок представить в ЦК состав троек, а также количество подлежащих расстрелу, равно как и количество подлежащих высылке»
Телеграмма была подписана Сталиным.
Теперь нужно ответить уже нам на вопрос? Подписывая эту телеграмму, Сталин не мог понимать, что он подписывает себе приговор палача истории. Сейчас мы пожинаем плоды той классовой борьбы и культа личности. В Шекляево в 1937 году были арестованы : Юров Григорий Михайлович 1868 г. р., Чибиряк Василий Петрович 1878 г. р., Тарасов Антон Ефимович 1882 г. р., Безъязычный Иван Иванович 1882 г. р., Махонин Дмитрий Иванович 1882 г. р., … Они были расстреляны в г. Ворошилов (Уссурийск) и впоследствии реабилитированы. Крестьяне, которые осваивали земли — первопроходцы, подлежали уничтожению. Важно отметить: кому было за 50-70 лет их расстреливали, а вот кто был помоложе получал минимум 8 лет лагерей или тюрьмы. Что это было? Место расстрела в Уссурийске(Ворошилов): от центрального рынка по Раковскому шоссе далее ул. Топоркова на территорию Дубовой рощи в районе пивоваренного завода, рядом больница. Установлен закладной камень в 1993 году "Жертвам сталинских репрессий от жителей города Уссурийск". Составлены списки 2505 человек расстрелянных в 1937-1938 годах и других периодах. Все это явилось продолжением творца революции 1917 года.  "Поражение России в Первой Мировой войне - это акт национального предательства", заявил  глава государства В.В. Путин  в июле  2012 года в Федеральном Собрании РФ. Документальная хроника событий приводит к выводу - правовая оценка В.И.Ленина - это национальная измена. К сказанному сделано краткое, но важное добавление. Нарушив русские законы,  нормы и традиции Ленин стал создателем советского (квази) государства, провозгласившего своей целью коммунизм. В ходе "комстроительства" миллионы жителей страны были объявлены врагами народа. В стране были развернуты массовое раскулачивание и  репрессии, оказавшиеся бессмысленными, поскольку СССР с коммунистической мифологией рухнули в 1991 году. Мы не отрицаем величие и ум В. И. Ленина, но история доказала трагическую абсурдность "Ленинского проекта". Миллионы людей погибли напрасно! Нам необходимо вернуться в историю и занять в ней свое законное место. Поразительно, Россия с историей, бережно хранит тайны своего прошлого, с благодарной целью оградить чувствительность потомков - палачей от разоблачения их дедушек и бабушек. Значит это одно, вероятно, Россия - все та же страна. Никакое движение вперед невозможно, если мы оставим позади неназванных палачей и не будем вспоминать имена жертв. Масштабы репрессий никто никогда не узнает. В годы войны 1941-1945гг. мы не отрицаем  руководящую, организаторскую роль И. В. Сталина и правительства, но нельзя забывать и то, отрицательное наследие, оставленное им. Не стоит обращать на слова, что время было такое. Возвеличивая одно, мы забываем второе, а это уже переписывание истории... Я не буду называть фамилию человека, прошедшего этот ад, это не важно, важно то, что он сказал:
"Важно не то, что там плохо, а то, кому плохо и за что плохо, то есть о каких заключённых идёт речь: если об убийцах и жуликах, о предателях и изменниках, то так им и надо! О чём горевать? Пусть сидят и каются в грехах! Многих из них надо было бы просто перестрелять!
Но лагеря в сталинское время были переполнены людьми, сидевшими без вины. Я лично был изувечен на допросах, три года подвергался пытке молчанием в каменном гробу, отсидел один год в БУРе, а всего отмучился семнадцать с лишним лет, моя жена зарезалась, а мать отравилась, — а в конце концов я был освобождён и реабилитирован, потому что у меня, видите ли, не было состава преступления.
Кроме одного преступления, чёрт меня побери, — идиотской доверчивости: на воле, до ареста, я верил подлецам, которые притворялись коммунистами. И таких, как я, были десятки миллионов. Значит, не в суровости лагерного быта загвоздка, а в неоправданное™ наказания без преступления, в ужасе массового террора, проводимого Сталиным ради того, чтобы удержаться у власти".
Постепенно село застраивалось, появились новые переселенцы: Чинюк Василий Демьянович, участник ВОВ, встретил врага в 1941 году в Эстонии, после ранения был направлен в Таллин, а затем под бомбежками по морю эвакуирован в Ленинград. С госпиталем оказался на Дальнем Востоке, прошёл курс реабилитации. В Уссурийске отправлен в запас, окончил курсы бухгалтеров и был распределен в село Виноградовка, где женился. После войны переехал с семьей (жена Бабенко (Моргунова)) на Винницу, но через некоторое время вернулись назад и поселились в с. Берестовец, с 1949 году постоянно стали жить в село Шекляево. Свитан Григорий Семенович  с семьей приехал из Украины в 1954 г., сначала поселился в селе Берестовец, но через год переехали в Шекляево. Работал в узле связи и радио с женой. Определили свое местожительство Тороно Г. Г., Кузьменко Т. Д., Сухоруких А., Буневский Федор встретил свою вторую половину Ганну (Галину) Федоровну с пятилетним сыном Витей на станции Мучная под Спасском-Дальним, которая приехала по переселению из Черниговской области. В 1956 году поселились в Шекляево: Кандыбайло Н., Грань И. И., Бурдейный, Казанов К., Заугольник А., Бондарь И., Самара С., Ивлюшкин А., Бондаренко М., Самусенко В., Моценко А., Невьянский Григорий Г.(репрессированный с поражением в правах 5 лет), Андреев Владимир Михайлович(1920—1967), Чубукин Антон ( репрессированный с поражением в правах, умер в Шекляево через два года после освобождения в 1954 году) и др. Появился фельдшерский пункт с замечательным врачом Зиной Гуменюк. Доставкой почты и посылок корреспондентам занималась Марченко Любовь Фоминична.
В 1950-х годах колхоз был в передовом хозяйстве: несколько богатых пасек (Моисеенко К., Кузьменко Т. Д.) и др., мёд возили в бочках на волокушах, дойное стадо на сто голов, телятник. Отстроенный новый коровник с полнейшей механизацией процесса дойки (Долотюк Григорий Петрович). Особо стоит отметить благородный труд доярок, вот их фамилии: Дмитриева П. С., Тарасова В. Г., Матвеева А. Ф., Кудря С. С., Жукова Ф. А., Тарасова Н. А., Степаненко А., Ильина Д. и др. Труд водителей и трактористов: Омельченко П. Т(фронтовик)., Матвеев Л.Н., Самусенко В., Безъязычный В. В., Безъязычный А. И., Безъязычный Г. А., Жуков А. Ф., Бондарь А., Цеунов В. И.(фронтовик), Моисеенко В. К., Мельник П. Д., Мельник И. Д., Москаленко Н. Е., Тарасов Ф. А., Пашнюк И. Е., Саусенко И. Н.(фронтовик), Кудря А., Чёрный А. Л. и др. Отару овец с отдельным помещением — обслуживала семейная пара Бабарико. Птичник с курами несушками, товарную продукцию — яйцо каждый день отправляли на рынок. Табун лошадей — обслуживали Махонин И. Д. и Безъязычный В. И.(фронтовик). Мельница с паровиком, пилорама с вагонетками — обслуживали отец и сын Гандзюк, мастерские тракторной станции (заведующие в разное время: Пашнюк И. Е., Безъязычный Алексей Иванович, Кудря Александр), заправочной (Лыткин Иван Степанович - фронтовик) и кругом поля. На прибыль колхоз купил легковой автомобиль «Победа». Провели в каждый дом электричество(Зуев В.), радио, купили телефонную станцию на 10 номеров, провели в некоторые дома телефон (Свитан Григорий Семенович с женой), а на улицах появились ночные фонари. В старом клубе, построенном ещё до 1941 года, стали показывать кино (Казак В. П.) Специально был преобретен бензиновый движок - генератор на 220 вольт. Появился детский сад, магазин, потом отстроили новый клуб, в который перевели библиотеку. Первыми, кто продвигал в магазине кооперацию на селе — Казак Л., Пинчук С., Безъязычная В. (Шатрова). В сельской библиотеке с интересными книгами и журналами — библиотекарь Кудря Антонина. На полях трудились бригады женщин по возделыванию огурцов, капусты, арбузов, свеклы, картофеля, кукурузы.
Стоит отметить, в объединённом колхозе «Большевик» работали люди из двух сел Шекляево и Берестовец и естественно поля были тоже объединены. Река Даубихэ отрезала своим руслом часть прекрасной долины Сивага(Сивайза). От села Берестовец к этой долине через лес можно было добраться с западного направления, а с восточного направления через небольшую гору вела дорога в долину от села Шекляево. Помимо этого два села соединяла ещё и Петропавловская дорога, которая начиналась у горы Круглой, соединяла Берестовец, Старый Берестовец и выходила на тракт урочище Анучино — Никольское(Уссурийск). Примечательностью двух сел в долине Сивага был полевой стан, где можно было отдохнуть, вкусно отведать обеда. А ещё подняться на подвесной мост, соединяющий Сивагу и дорогу на село Н-Гордеевку. Подвесной мост, построенный в конце 50 годов, служил исправно и обеспечивал только пешеходный проход, но при очередном наводнении в 1963 году оборвался один трос, впоследствии его восстановили до очередного наводнения. Школьники тех лет, которые учились в Анучино после семи -  восьмилетки — хорошо помнят этот период, как трудно было добираться в школу из-за бурной реки. Потом построили мост бетонный в 1983 году возле Круглой горы.
В 1959 году на местности установили геодезические знаки. Специальная команда военных, под руководством лейтенанта Миллер Рудольфа Карловича, произвела съемку местности и установку металлических геодезических знаков.
В 1961 году организовался совхоз «Корниловский» с центром в с. Новогордеевка, провели мелиорацию полей до 2000 га, построили дорогу с гравийным покрытием, стали сеять рис. На въезде в село, вправо от дороги, оборудовали крытый весовой контроль с огромными стационарными весами для машин и тракторов. Всю заготовленную на полях продукцию и урожай проходил взвешивание при поступлении на склад или как силос - под  закладку в траншею или башни. Управляющими отделения села назначались: Москаленко Илья Евгеньевич, Жуков Николай Михайлович, Марченко Виктор Федосеевич. Заведующим животноводческого комплекса успешно работал Долотюк Григорий Петрович. Бухгалтерский учёт, расчет заработной платы в колхозе, а затем и в совхозе вел Чинюк Василий Демьянович.
В 1962 году в Шекляево была построена типовая восьмилетняя общеобразовательная школа № 13 под руководством заведующего начальной школы Тарасова Василий Алексеевич (с 1955 г.) и все ученики Берестовецкой  школы стали учиться в ней. Штат учителей возглавил директор школы Сапожников Николай  Васильевич, потом Москаленко Александра Ивановна, Толмачев Павел  Т., Малашенко Анна Ивановна, Марченко Любовь Николаевна до ликвидации - реорганизации школы в 2005 году. В 1970-х годах построили в километре от села Шекляево водохранилище, с мощной плотиной для регулирования стока воды для рисоводства, которое протянулось на пять километров и затопило часть села Берестовец. Село Берестовец перестало существовать в 1982 г. Село Берестовец покинули все жители, некоторые перебрались в с. Шекляево (1968—1982 г. г.) Шириков Михаил Алексеевич1918-1983, фронтовик, (лесничий) женился в1950 году на Самусенко  Антонине Григорьевне(сын Володя1946г.р. и Витя 1947 г.р. Самусенко), которая  приехала  из Горловки (14 летней с дядькой Стасюк) в Берестовец в 1937 году, в 1969 переехали в Шекляево, Самусенко И. Н., Самусенко В., Чечель П. К., Чечель Д. К., Жуков Н. М., Мельник П. Д., Мельник И. Д., Мельник В. И. и др. Кстати, семья Чечель (Петр, Дмитрий, Никита) прибыла в Старую Берестовку второй волной переселения(1895 г.), потом переехали в с. Берестовец, пчеловоды по династии жили в начале села слева у ручья (Зуев, Чечель), и в 1982 году последними покинули село Берестовец. Жили в Шекляево, Корниловке.
В 1983 году возле горы Круглой (Новогордеевской) построили мост на р. Арсеньевке. Инициатором идеи, был учитель восьмилетней школы, ветеран-фронтовик Сталинградской битвы Великой Отечественной войны Василий Алексеевич Тарасов. По просьбе жителей села, в письме на имя секретаря Анучинского райкома КПСС П. Бородина, он привел доводы и расчёты, обосновал необходимость постройки моста. В селе в настоящее время действуют библиотека, сельский клуб, фельдшерский пункт. В 90 годах из-за смены государственного строя в РОССИИ, телеграфную линию перестали охранять и поддерживать в технически исправном состоянии, да и пришли другие технологии передачи данных, пробросили подземный кабель. Провода, перекладины с опорами были украдены. Линия телеграфа, которую по проекту построил Д. Романов, перестала существовать. В 1994 году в газете «Восход» появилась информация о возбуждении уголовного дела по факту кражи линии телеграфной связи. Село Шекляево с февраля 2006 года входит в Анучинское сельское поселение.

## Достопримечательности села
Памятником природы является неолитическое поселение среднего неолита Приморья (7,5 — 5 тыс. лет назад).*
Памятник Шекляево—7, расположен в 1,8 км к северо-востоку от с. Шекляево, находится на вершине холма высотой 10 м. Это остатки трёх неолитических жилищ, с углублёнными в грунт котлованами — два жилища относятся к периоду среднего неолита, одно к периоду финального неолита. Аналогичный памятник находится у с. Новотроицкое. (3).
Памятниками природы также являются городище Круглая гора и городище Шкляевское.
Городище Шкляевское расположено в 1,5 км к юго-востоку от с. Шекляево Анучинского района Приморского края на высоком горном кряже левого берега реки Арсеньевка.
Впервые об этом городище сообщил Ф. Ф. Буссе. В 1965 году оно было осмотрено, а в 1970 году снято на план Э. В. Шавкуновым. Памятник предварительно датирован им XI — началом XII века.**
Городище Шекляевское занимает восточную оконечность горного отрога, протянувшегося по левобережью Арсеньевки. В плане оно имеет продолговатую форму. С юго-востока на северо-запад вытянуто на 420 м. Наибольшая ширина 220 м. Протяжённость основного оборонительного вала около 1100 м, площадь городища 5,2 гектар. Наиболее возвышенная — северная и северо-западная часть, низкая — юго-восточная. Несмотря на водную преграду с южной и юго-восточной сторон, древние строители возвели мощную крепостную стену с двумя башнями, выдвинутыми в сторону реки. В юго-восточной части, где склон круто обрывается к реке и надпойменной террасе, в крепостном валу имеется двое ворот и небольшой проём. Восточные ворота представляют собой узкий коридор шириной 10-15 и длиной 30 м, по которому проходила древняя дорога из долины в городище. К югу от ворот, на самой низменной юго-восточной его части, в крепостном валу проделан небольшой проём, предназначенный, судя по всему, для отвода с территории городища паводковых вод. К западу от проёма находились южные ворота, оформленные, как и восточные, в виде длинного узкого коридора, через который древняя дорога спускалась прямо к берегу реки. Северо-восточная и северная линии оборонительного вала проходили по краю высокого и крутого, обрывающегося в долину и практически неприступного склона. Поэтому высота вала здесь не превышала 0,5-1,5 м. Городище было наиболее уязвимо с запада, поэтому с этой стороны поперёк всего перешейка, соединяющего отрог с основным горным массивом, параллельно основному крепостному валу дополнительно были возведены два вала высотой до 3-4 м со рвом между ними. Вероятно, с этой же целью в северо-западном углу городища ко второй линии оборонительного вала пристроено небольшое продолговатой формы укрепление, обнесённое земляным валом. Подобные сооружения характерны для ряда горных городищ чжурчжэней в Приморье. Кроме того, из шести башен три расположены вдоль северо-западной и западной границ крепости. В западной стене имелись ещё одни ворота, которые представляли собой простой разрыв в двойной линии оборонительного вала.
Внутренняя часть городища — это неглубокая лощина с пологими склонами, протянувшаяся с юго-востока на северо-запад. От восточных ворот до западных по дну лощины проходила древняя дорога, которая делила городище на северную и южную части. Склоны лощины покрыты рядами небольших террасовидных площадок овальной и округлой формы с обваловкой и без неё. Всю юго-западную часть городища занимают большие площадки с невысокой земляной обваловкой по периметру. Почти у самых западных ворот расположен квадратный в плане редут размерами 20×20 м, обнесённый земляным валом высотой до 1,5 м. Несколько террассовидных площадок находятся за пределами городища у основания крепостной стены в районе южных ворот.
В 1986 году в восточной части городища были раскопаны два жилища площадью около 20 кв. м., каждое с несложной конструкцией отопительной системы. Найдены фрагменты керамики, шарнирные ножницы, гвозди, наконечники стрел, кресало, нож.
Достопримечательностями нашего времени являются Берестовецкое водохранилище, закрытый с послевоенных времён авиационный полигон.

## Село в наши дни
В настоящее время в Шекляево школа закрыта, детский сад сгорел, село живёт натуральным хозяйством, по центральной улице села дорога имеет асфальтовое покрытие. С 2006 года школьников, включая первоклашек, доставляют в школу на автобусе за 30 км.в село Новогордеевка, а короткая дорога 6 км, через бетонный мост у горы Круглой, из-за нерадивого отношения администрации Анучино перестала быть актуальной.

## Население
| 2001 | 2002 | 2010 |
| ---- | ---- | ---- |
| 346  | ↘321 | ↘258 |